# Elatostema flexuosum
Elatostema flexuosum är en nässelväxtart som beskrevs av Wen Tsai Wang. Elatostema flexuosum ingår i släktet Elatostema och familjen nässelväxter. Inga underarter finns listade i Catalogue of Life.